# Kaduzierung
Die Kaduzierung bezeichnet einen Zwangsausschluss von Anteilseignern einer GmbH oder einer AG, die mit ihren Zahlungen auf ihre Kapitalbeteiligung auf Aktien bzw. Stammeinlage in Verzug sind.
Hat ein Aktionär einer Aktiengesellschaft oder ein Gesellschafter einer Gesellschaft mit beschränkter Haftung die Zahlungen zu seiner Einlage nicht rechtzeitig geleistet und ist eine Nachfrist erfolglos verstrichen, so kann der Aktionär seiner Aktien bzw. der Gesellschafter seines Geschäftsanteils und der geleisteten Teilzahlungen für verlustig erklärt werden.
Dies wird in Deutschland in § 21 GmbHG bzw. § 64 AktG geregelt.

## Kaduzierung bei der GmbH
In § 21 GmbHG wird die Kaduzierung wie folgt geregelt:
- (1) Im Fall verzögerter Einzahlung kann an den säumigen Gesellschafter eine erneute Aufforderung zur Zahlung binnen einer zu bestimmenden Nachfrist unter Androhung seines Ausschlusses mit dem Geschäftsanteil, auf welchen die Zahlung zu erfolgen hat, erlassen werden. Die Aufforderung erfolgt mittels eingeschriebenen Briefes. Die Nachfrist muss mindestens einen Monat betragen.

- (2) Nach fruchtlosem Ablauf der Frist ist der säumige Gesellschafter seines Geschäftsanteils und der geleisteten Teilzahlungen zugunsten der Gesellschaft verlustig zu erklären. Die Erklärung erfolgt mittels eingeschriebenen Briefes.

- (3) Wegen des Ausfalls, welchen die Gesellschaft an dem rückständigen Betrag oder den später auf den Geschäftsanteil eingeforderten Beträgen der Stammeinlage erleidet, bleibt ihr der ausgeschlossene Gesellschafter verhaftet. Für eine von dem ausgeschlossenen Gesellschafter nicht erfüllte Einlageverpflichtung haftet der Gesellschaft auch der letzte und jeder frühere Rechtsvorgänger des Ausgeschlossenen unter den Voraussetzungen des § 22 GmbHG.[1]

## Folgen nicht rechtzeitiger Einzahlung
§ 63 AktG regelt die Folgen nicht rechtzeitiger Einzahlung: 
- (1) Die Aktionäre haben die Einlagen nach Aufforderung durch den Vorstand einzuzahlen. Die Aufforderung ist, wenn die Satzung nichts anderes bestimmt, in den Gesellschaftsblättern bekanntzumachen.

- (2) Aktionäre, die den eingeforderten Betrag nicht rechtzeitig einzahlen, haben ihn vom Eintritt der Fälligkeit an mit fünf vom Hundert für das Jahr zu verzinsen. Die Geltendmachung eines weiteren Schadens ist nicht ausgeschlossen.

- (3) Für den Fall nicht rechtzeitiger Einzahlung kann die Satzung Vertragsstrafen festsetzen.

## Ausschluss säumiger Aktionäre
Nach § 64 AktG gilt Folgendes:
- (1) Aktionären, die den eingeforderten Betrag nicht rechtzeitig einzahlen, kann eine Nachfrist mit der Androhung gesetzt werden, dass sie nach Fristablauf ihrer Aktien und der geleisteten Einzahlungen für verlustig erklärt werden.

- (2) Die Nachfrist muss dreimal in den Gesellschaftsblättern bekanntgemacht werden. Die erste Bekanntmachung muss mindestens drei Monate, die letzte mindestens einen Monat vor Fristablauf ergehen. Zwischen den einzelnen Bekanntmachungen muss ein Zeitraum von mindestens drei Wochen liegen. Ist die Übertragung der Aktien an die Zustimmung der Gesellschaft gebunden, so genügt an Stelle der öffentlichen Bekanntmachungen die einmalige Einzelaufforderung an die säumigen Aktionäre; dabei muss eine Nachfrist gewährt werden, die mindestens einen Monat seit dem Empfang der Aufforderung beträgt.

- (3) Aktionäre, die den eingeforderten Betrag trotzdem nicht zahlen, werden durch Bekanntmachung in den Gesellschaftsblättern ihrer Aktien und der geleisteten Einzahlungen zugunsten der Gesellschaft für verlustig erklärt. In der Bekanntmachung sind die für verlustig erklärten Aktien mit ihren Unterscheidungsmerkmalen anzugeben.

- (4) An Stelle der alten Urkunden werden neue ausgegeben; diese haben außer den geleisteten Teilzahlungen den rückständigen Betrag anzugeben. Für den Ausfall der Gesellschaft an diesem Betrag oder an den später eingeforderten Beträgen haftet ihr der ausgeschlossene Aktionär.

Der Ausschluss der betroffenen Aktionäre kann entweder durch gerichtliches Aufgebotsverfahren oder außergerichtlich durch Kraftloserklärung, die von der Gesellschaft ausgesprochen werden kann, durchgesetzt werden.